# Premio Vittorini
Der Premio Letterario Nazionale Elio Vittorini ist ein Literaturpreis, der  zu Ehren des sizilianischen Schriftstellers Elio Vittorini 1996 ins Leben gerufen wurde. Der Preis wird jährlich in Syrakus verliehen.

## Ursprünge und Organisation
Der Premio Vittorini wurde 1996, zum 30. Todestag des Schriftstellers, ins Leben gerufen und bis 2012 jährlich verliehen. Auch wurden diverse Sonderpreise vergeben. Von 1996 bis 2012 gab es zunächst jährlich drei Nominierungen, unter denen eine Jury aus einhundert Lesern aus ganz Italien den Gewinner des Superpremio Vittorini ermittelte. 2013 wurden zwar Autoren nominiert, aber es fand keine Preisverleihung statt, da die Provinzialregierung, die bisher die Verleihung organisiert hatte, in eine Krise geraten war.
2020 wurde er in neuem Format unter der Regie des Vereins „Vittorini-Quasimodo“ wieder aufgenommen. Die Preisverleihung wird von der Stadtverwaltung von Syrakus organisiert und fand in den letzten Jahren im Teatro Greco von Syrakus statt. Die Jury wählt nun aus einer Vorschlagsliste der Verlage unter Werken, die zwischen April des Vorjahres und März des laufenden Jahres veröffentlicht wurden, einen oder mehrere Gewinner aus.

## Preisträger
Die Liste der Preisträger:

### Premio Vittorini
- 1996[3]
  - Superpremio: Gustaw Herling-Grudziński für Ritratto veneziano (Feltrinelli)
  - Andrea Camilleri für Il birraio di Preston (Sellerio)
  - Piero Meldini für L’antidoto della malinconia (Adelphi)
- 1997
  - Superpremio: Claudio Piersanti für Luisa e il silenzio (Feltrinelli)
  - Silvana Grasso für L’albero di Giuda (Einaudi)
  - Manuel Vázquez Montalbán für Il fratellino (Feltrinelli)
  - Preis für das Werk an Giuseppe Quatriglio für L’uomo orologio e altre storie (Sellerio)
- 1998
  - Superpremio: Amin Maalouf für Gli scali del levante (Bompiani)
  - Gianni Riotta für Il principe delle nuvole (Rizzoli)
  - Turi Vasile für Male non fare (Sellerio)
  - Preis für das Erstlingswerk an Alessandro Boffa für Sei una bestia, Viscovitz (Quodlibet)
- 1999
  - Superpremio: Giuseppe Montesano für Nel corpo di Napoli (Mondadori)
  - Luisa Adorno für Sebben che siamo donne (Sellerio)
  - Maria Corti für Catasto magico (Einaudi)
  - Preis für Geisteswissenschaften an Sandro Onofri
- 2000
  - Superpremio: Melania Mazzucco für Lei così amata (Einaudi)
  - Michele Mari für Rondini sul filo (Mondadori)
  - Nico Orengo für L’ospite celeste (Einaudi)
  - Preis für den ausländischen Schriftsteller an Carme Riera Guilera
- 2001
  - Superpremio: Niccolò Ammaniti für Io non ho paura (Einaudi)
  - Silvana La Spina für La creata Antonia (Mondadori)
  - Laura Pariani für La foto di Orta (Interlinea)
  - Zeitschriftenpreis gleichermaßen an Stilos und Leggendaria
- 2002
  - Superpremio: Gianni und Orietta Guaita für Isola perduta (Rizzoli)
  - Alessandra Lavagnino für Le bibliotecarie di Alessandria (Sellerio)
  - Fleur Jaeggy für Proleterka (Adelphi)
  - Sonderpreis der Jury an Gianni Scalia für die Zeitschrift In forma di parole
- 2003
  - Superpremio: Giuseppe Bonaviri für Il vicolo blu (Sellerio)
  - Pino Di Silvestro für La fuga e la sosta. Caravaggio a Siracusa (Rizzoli)
  - Simona Vinci für Come prima delle Madri  (Einaudi)
  - Sonderpreis für Übersetzung an Antonio Prete für I fiori del male von Charles Baudelaire (Feltrinelli)
- 2004
  - Superpremio: Paolo Di Stefano, Tutti contenti (Feltrinelli)
  - Laura Bocci für Di seconda mano (DMG)
  - Gian Mario Villalta für Tuo figlio (Mondadori)
  - Preis für das Erstlingswerk an Vanessa Ambrosecchio für Cico c’è (Einaudi)
- 2005
  - Superpremio: Roberto Alajmo für È stato il figlio  (Mondadori)
  - Giovanni Maria Bellu für I fantasmi di Portopalo (Mondadori)
  - Filippo Tuena für Le variazioni Reinach (Rizzoli)
  - Preis für das Erstlingswerk an Lorenzo Vecchio für Mia madre non chiude mai (A & B)
- 2006
  - Superpremio: Roselina Salemi für Il nome di Marina (Rizzoli)
  - Carmine Abate für Il mosaico del tempo grande (Mondadori)
  - Amineh Pakravan für Il libraio di Amsterdam (Marsilio)
  - Preis für das Erstlingswerk gleichermaßen an Salvatore Scalia für La punizione und an Ornela Vorpsi für Il paese dove non si muore mai (Einaudi)
- 2007
  - Superpremio: Maria Attanasio für Il falsario di Caltagirone (Sellerio)
  - Lorenzo Mondo für Quell’antico ragazzo (Rizzoli)
  - Bijan Zarmandili für L’estate è crudele (Feltrinelli)
  - Preis für das Erstlingswerk an Fabio Stassi für Fumisteria (GBM)
- 2008[4]
  - Superpremio: Andrej Longo für Dieci (Adelphi)
  - Giuseppe Montesano für Il ribelle in guanti rosa: Charles Baudelaire (Mondadori)
  - Cristina Ali Farah für Madre piccola (Frassinelli)
  - Preis für das Erstlingswerk an Giovanni Montanaro für La croce Honninfjord (Marsilio)
- 2009
  - Superpremio: Emma Dante für Via Castellana Bandiera (Rizzoli)
  - Francesco Durante für Scuorno (Mondadori)
  - Letizia Muratori für La casa madre (Adelphi)
  - Preis für das Erstlingswerk an Simona Lo Iacono für Tu non dici parole (Perrone)
- 2010
  - Superpremio: Nicola Lagioia für Riportando tutto a casa (Einaudi)
  - Paolo Sorrentino für Hanno tutti ragione (Feltrinelli)
  - Nino Vetri für Lume Lume (Sellerio)
  - Preis für das Erstlingswerk an Giulia Villoresi für La Panzanella (Feltrinelli)
- 2011
  - Superpremio: Ruggero Cappuccio für Fuoco su Napoli (Feltrinelli)
  - Giuseppe Lupo für L'ultima sposa di Palmira (Marsilio)
  - Fausta Garavini für Diario delle solitudini (Bompiani)
  - Preis für das Erstlingswerk an Barbara Di Gregorio für Le giostre sono per gli scemi (Rizzoli)
- 2012
  - Superpremio: Paolo Di Paolo für Dove eravate tutti (Feltrinelli)
  - Valeria Parrella für Lettera di dimissioni (Einaudi)
  - Pietrangelo Buttafuoco für Il lupo e la luna (Bompiani)
  - Preis für das Erstlingswerk an Roberto Andò für Il trono vuoto (Bompiani)
- 2013 Für die diesjährige Ausgabe, die letzte, die von der Regionalprovinz Syrakus organisiert wurde, nominierte die Jury die folgenden Gewinner, aber der Preis wurde nie verliehen.[2]
  - Chiara Gamberale für Quattro etti d’amore, grazie (Mondadori)
  - Massimo Maugeri für Trinacria Park (Edizioni E/O)
  - Paola Mastrocola für Non so niente di te (Einaudi)
  - Preis für das Erstlingswerk an Titti Marrone für Il tessitore di vite (Mondadori)

### Nuovo Premio Vittorini
- 2020: Marta Barone für Città sommersa (Bompiani)
- 2021: Antonella Lattanzi für Questo giorno che incombe (HarperCollins)
- 2022: Nadia Terranova für Trema la notte (Einaudi)
- 2023: Maria Grazia Calandrone für Dove non mi hai portata (Einaudi)